# Linga Holm
Linga Holm es una pequeña isla de Escocia. La isla se encuentra localizada a unos 700 m al oeste de la isla de Stronsay, en el grupo de las Órcadas. Linga Holm ocupa un área de 57 ha, y se encuentra deshabitada. A pesar de su escasa superficie, Linga Holm constituye el tercer lugar más grande del mundo de apareamiento de la foca gris (Halichoerus grypus), así como un importante lugar de nidificación para el ánsar común (Anser anser).
- Datos: Q1432590
- Multimedia: Linga Holm / Q1432590